# Álvaro Valencia Tovar
Álvaro Valencia Tovar, né le 4 mars 1921 à Bogota et mort le 6 juillet 2014 dans la même ville, est un officier militaire colombien, commandant de l'Armée nationale colombienne.

## Biographie
Álvaro Valencia Tovar s'engage dans l'Armée nationale colombienne en 1936 et obtient son diplôme de sous-lieutenant en 1942. Il est nommé capitaine en juin 1950,  major en juillet 1955, lieutenant-colonel en août 1959, colonel le 1er décembre 1963, général de brigade en juin 1968, général de division en décembre 1971, et général  trois étoiles en décembre 1974.
Álvaro Valencia Tovar, avec le grade de capitaine, est responsable du bataillon  qui participe dans la guerre de Corée entre juin 1950 et juillet 1953.
Officier de l'état-major général de la Force d'urgence des Nations unies (ONU), Álvaro Valencia fournit une aide militaire colombienne (La Colombie est le troisième destinataire de l'aide militaire des États-Unis, après Israël et l'Égypte), à la coalition internationale pour appuyer les États-Unis et le gouvernement de la Corée du Sud.

### Combattant
Álvaro Valencia participe en 1964 à l'Opération Marquetalia, région des guérilleros FARC-EP. En tant que colonel et commandant de la Cinquième Brigade de Bucaramanga, il dirige le 15 février 1966 l'opération militaire au cours de laquelle le prêtre Camilo Torres Restrepo, chef de la guérilla de l'Armée de libération nationale (ELN), tombe durant la bataille de Patio Cemento (es)(Santander). Torres Restrepo meurt en combattant les troupes de la Cinquième Brigade de Bucaramanga , dirigée par le colonel Álvaro Valencia Tovar, qui était son ami d'enfance. L' Armée nationale cache son corps dans un endroit gardé secret pour éviter que ce lieu devienne un pèlerinage public. Des funérailles symboliques ont eu lieu dans l'église de San Diego et un enterrement symbolique a également eu lieu. En 2002, le colonel remet sa dépouille à son frère Fernando Torres Restrepo.
En 1973, Álvaro Valencia Tovar participe à l'Opération Anorí, qui affaiblit considérablement l'Armée de libération nationale (Colombie), ce qui entraîne le limogeage de ses dirigeants, comme  Fabio Vásquez Castaño. Il est nommé commandant en chef de l'Armée nationale colombienne en mai 1974 et écarté de ses fonctions le 8 août 1975, pour avoir fomenté un complot de coup d'État.

### Retraite
À sa retraite, il participe en tant que médiateur et conseiller entre le gouvernement et les guérilleros du Mouvement du 19 avril 1990, l'Armée de libération nationale (ELN) et les Forces armées révolutionnaires  . Il écrit plusieurs chroniques sur le périodique El Pais pendant plus de 32 ans. Le général Álvaro Valencia Tovar décéde à l'âge de 93 ans, un dimanche après-midi à l'hôpital militaire de Bogotá le 6 juillet 2014.